# WHERE, WHO, WHAT IS PETROLZ?
『WHERE, WHO, WHAT IS PETROLZ?』（ホエア フー ワット イズ ペトロールズ?）は、ペトロールズのトリビュート・アルバム。2017年3月22日にビクターエンタテインメントから発売。同年8月23日には配信もスタート

## 概要
本作は、2007年4月1日に発売されたペトロールズのファーストCD『仮免』のリリース10周年を記念して制作されたオフィシャル・カバーアルバム。ペトロールズを親密に感じている次世代を担う新人、ベテラン、海外著名アーティストたちが『ペトロールズとは何者なのか?』をそれぞれの音で表現している。
参加アーティストはORIGINAL LOVE、KID FRESINO（Fla$hBackS）+STUTS、Suchmos、Seiho、SOIL&"PIMP"SESSIONS、never young beach、Yogee New Waves、LUCKY TAPES、林宥嘉 (YOGA LIN)、LEO今井+呂布（KANDYTOWN）、Rei、NAOKI（LOVE PSYCHEDELICO）、ROY（THE BAWDIES）。
アルバムには、LEO今井+呂布が手がけたライブでのみ演奏されていた未音源化楽曲「シェイプ」、Rei、NAOKI、ROYの3人が音楽ユニット・R'N'Rとして初めてレコーディングした楽曲「表現」など、11組のアーティストたちによるカバー曲を収録し、また活動休止明けのSOIL & ”PIMP” SESSIONSも参加している。
初回完全生産限定盤とCDのみの通常盤の2形態が用意され、5,000セット限定生産となる初回盤には、ファッション・フォトグラファーの松本直也が撮影した全108ページのフォトブックが付属する。

## 収録曲

### カバーアーティスト
1. シェイプ
歌と演奏：LEO今井+呂布（KANDYTOWN）
2. Profile
歌と演奏：LUCKY TAPES
3. 新預感
歌と演奏：林宥嘉
4. アンバー
歌：KID FRESINO 演奏：STUTS
5. 表現
歌と演奏：R'N'R[注 1]
6. Touch Me
歌：AKIO 演奏：Seiho
7. On Your Side
歌と演奏：Yogee New Waves
8. 雨
歌と演奏：Suchmos
9. ホロウェイ
歌と演奏：SOIL&"PIMP"SESSIONS
10. Fuel
歌と演奏：ORIGINAL LOVE
11. Side by Side
歌と演奏：never young beach

### 楽曲クレジット
| #   | タイトル         | 作詞                         | 作曲     | 編曲                | 時間 |
| --- | ---------------- | ---------------------------- | -------- | ------------------- | ---- |
| 1.  | 「シェイプ」     | 河村俊秀                     | 河村俊秀 | LEO今井             | 4:35 |
| 2.  | 「Profile」      | 長岡亮介                     | 長岡亮介 | LUCKY TAPES         | 6:51 |
| 3.  | 「新預感」       | 長岡亮介・洪申豪（中国語詞） | 長岡亮介 | Hom Shenhao         | 5:51 |
| 4.  | 「アンバー」     | 長岡亮介                     | 長岡亮介 | STUTS               | 3:05 |
| 5.  | 「表現」         | 長岡亮介                     | 長岡亮介 | NAOKI               | 5:15 |
| 6.  | 「Touch Me」     | 長岡亮介                     | 長岡亮介 | Seiho               | 3:09 |
| 7.  | 「On Your Side」 | 長岡亮介                     | 長岡亮介 | Yogee New Waves     | 5:30 |
| 8.  | 「雨」           | 長岡亮介                     | 長岡亮介 | Suchmos             | 5:42 |
| 9.  | 「ホロウェイ」   | 長岡亮介                     | 長岡亮介 | SOIL&"PIMP"SESSIONS | 8:59 |
| 10. | 「Fuel」         | 長岡亮介                     | 長岡亮介 | 田島貴男            | 4:42 |
| 11. | 「Side by Side」 | 長岡亮介                     | 長岡亮介 | never young beach   | 5:57 |